# Bosson
Bosson, nome artístico de Staffan Olsson (nascido em 21 de fevereiro de 1969) é um cantor e compositor sueco. Seu maior sucesso foi o tema "One in a Million", que mais tarde foi incluída na trilha sonora do filme Miss Simpatia. Também é conhecido pela canção "We Live", do álbum The Right Time (1998). Ele já fez turnê com artistas internacionais, como Kylie Minogue, Dima Bilan e Britney Spears.

## Vida pregressa
Staffan Olsson nasceu em Särö, perto de Gotemburgo, em 21 de fevereiro de 1969. Aos seis anos, participou na festa infantil de Natal Lúcia. 

## Carreira
Em 1994, o público da TV sueca conheceu Bosson, então com seu nome verdadeiro Staffan Olsson, quando ele participou do programa Aim for the stars na TV4, onde representou Michael Jackson e cantou sua música "Black or White". Em 1993-95, Bosson, junto com dois amigos, formaram o grupo Elevate. Eles lançaram três singles de sucesso que foram tocados muito na Suécia e em Israel. No final dos anos 90, entretanto, ele sentiu que era hora de se manter em pé e, em 1997, gravou o single solo "Baby Don't Cry". Foi o início de seu sucesso como artista solo e na mesma linha ele adotou o nome artístico de Bosson, que ele inventou porque o nome de seu pai é Bo e ele é filho de Bo, Bosson. Em 1998, Bosson também lançou seu primeiro álbum, The Right Time.
O início de sua carreira internacional veio em 1999 quando a estação de rádio KIIS-FM de Los Angeles, a segunda maior estação de rádio dos Estados Unidos, começou a tocar a música "We Live". Isso lhe deu um contrato com a Capitol Records nos EUA e o levou em turnês pelos EUA e Europa com Britney Spears e LFO, e mais tarde também com Kylie Minogue. Seu grande avanço internacional veio em 2001 com a música "One in a Million", que foi o tema do filme Miss Simpatia (2000) com Sandra Bullock. A canção foi indicada ao Globo de Ouro de melhor canção original em 2001 e teve inspiração na sua então namorada Jessica Olérs. Em 2001, Bosson também lançou o álbum One in a Million, que inclui sucessos como "One in a Million", "I Believe", "Where Are You" e "We Live". A música "One in a Million" se tornou um grande sucesso em vários países da Europa e Ásia e subiu para o número 1 em países como Suíça, Noruega, África do Sul e Singapura.
Em 2003, Bosson lançou seu terceiro álbum, Rockstar, onde canções como "You Opened My Eyes", "A Little More Time" e "I Need Love" se tornaram singles de sucesso. Em 2004, Bosson se apresentou no Melodifestivalen com a música "Efharisto" e foi para Andra chansen. Em 2005, Bosson visitou a China em viagem promocional com a cantora sueca Denise Lopez, onde gravou a música "Do You Love Me or Not", cover da banda Zero Points.
Ainda em 2005, seu álbum Bosson. The Best foi lançado na Rússia. Gravou a canção "Heaven in the Eyes" em russo com a cantora Lolita Milyavskaya. 
Depois de uma turnê na Rússia e no Leste Europeu, Bosson lançou os singles "What If I" em 2006 e "You" em 2007. O álbum seguinte, Future's Gone Tomorrow - Life is Here Today, também foi lançado em 2007. Outras canções famosas desse álbum são "Believe in Love" e "I Can Feel Love". Em 2009, Bosson foi à África do Sul e fez alguns shows aclamados. Gravou uma versão em dueto do hit "One in a Million" com a cantora sul-africana Elizma Theron, que então se apresentou em shows na cidade de entretenimento de Carnival City.
Ao longo dos anos, Bosson também escreveu canções para outros artistas, como o guitarrista Al DeMiola e a cantora Amy Grant. Ele recebeu vários prêmios no exterior, incluindo o de melhor estreante em Cingapura em 2001 e de Melhor Artista Estrangeiro na Ucrânia em 2008 e vários prêmios de rádio no Leste Europeu.
Em 2010, com a empresa Universal lançou o álbum beneficente The Best CD/DVD em apoio a crianças com leucemia. 
Em 2011, começou a trabalhar em um novo álbum e também em um projeto paralelo. O primeiro single foi "Guardian Angel". Em 2013, Bosson lançou o quinto álbum Best of 11-Twelve com as melhores músicas de 2011 e 2012. 
Em 2017, fez participação especial na série armênia Full House (Ֆուլ Հաուս). Em 2018, ele lançou o primeiro single dos últimos 16 anos em sua língua nativa, "Vi borde andas samma luft". 

## Discografia

### Álbuns de estúdio
- The Right Time (1998)
- One in a Million (2001)
- Rockstar (2003)
- Future's Gone Tomorrow - Life is Here Today (2007)
- Best of 11-Twelve (2013)